# Rumor and Sigh
Rumor and Sigh è il sesto album in studio da solista del cantautore britannico Richard Thompson, pubblicato nel 1991.

## Tracce
Side 1
1. Read About Love – 3:34
2. I Feel So Good – 3:21
3. I Misunderstood – 4:05
4. Grey Walls – 4:21
5. You Dream Too Much – 4:06
6. Why Must I Plead – 4:58
7. 1952 Vincent Black Lightning – 4:43

Side 2
1. Backlash Love Affair – 4:49
2. Mystery Wind – 4:35
3. Don't Sit On My Jimmy Shands – 4:26
4. Keep Your Distance – 4:11
5. Mother Knows Best – 4:59
6. God Loves A Drunk – 4:43
7. Psycho Street – 4:28

## Formazione
- Richard Thompson – chitarra, voce, mandolino, ghironda
- Mitchell Froom – piano, organo Hammond, organetto, Chamberlin, celesta, clavioline
- Jerry Scheff – basso
- Mickey Curry – batteria
- Jim Keltner – batteria
- Alex Acuña – percussioni
- Christine Collister, Clive Gregson – cori
- John Kirkpatrick – fisarmonica, concertina, cori
- Phil Pickett – ciaramella, cromorno, dulcian
- Simon Nicol – chitarra
- Aly Bain – fiddle